# Crypsotidia griseola
Crypsotidia griseola là một loài bướm đêm trong họ Erebidae.